# داراب نامه
داراب نامه (ويعني كتاب دراب) هو رواية نثرية فارسية رومانسية كتبها الكاتب أبو طاهر الطرسوسي في القرن الثاني عشر، حيث يروي مغامرات الملك الإيراني الكياني دارا .

## المؤلف
لا يُعرف الكثير عن المؤلف. اسمه الكامل هو أبو طاهر محمد بن حسن بن علي بن موسى الطرسوسي (أو الطرطوسي).

## القصة
القصة المكتوبة نثرًا تتحدث عن مغامرات الملك الأسطوري داراب، ابن بهمن، وهوماي. هماي هي ابنة الملك سام تشاراش ملك مصر وأنجبت داراب، لكنه وضعه عائمًا في صندوق على نهر الفرات. في سن الثالثة عشر، أثبت داراب قوته وشبابه بالفعل. يخبره الغسال بأنه كان لقيطًا وينطلق للبحث عن والديه الحقيقيين. وأخيرًا، يلتقي بأمه ويتصالحان. ولكن لم يحن الوقت بعد لتولي داراب العرش، لذا انطلق في سلسلة من المغامرات في البر والبحر.
وفي عُمان، يقع في حب الملكة تمروسيا الأرملة والتي كانت من أصل يوناني. ويهربون معًا من عُمان على متن السفن إلى جزر اليونان. يواجه العشاق العديد من العقبات بما في ذلك عواصف البحر والتعويذات وآكلي لحوم البشر ووحوش البحر. ولكن من خلال الأحلام النبوئية، والعلاجات السحرية، والتدخل الإلهي، والأعمال البطولية لداراب، يُنقذوا. لكن الظروف تفرق بينهما، فيصل داراب، الذي أصبح في هذا الوقت في الثلاثين من عمره، إلى جزيرة. وفي الجزيرة، يتزوج ابنة الملك السابق ويُتوَّج ملكًا. في هذه الأثناء، تلتقي تامروسيا بأخيها محراس، ويخوضان مغامرات في الجزر اليونانية. تؤدي الظروف إلى انفصالهما ويتزوج محراس من حورية البحر (دختر أبي). بعد أربع سنوات، تعود تمروسيا إلى البحر. ويُبحر محراس أيضًا، فيصل إلى جزيرة يسكنها قوم من عين واحدة. يصبح مهاب ملكًا عليهم ويتزوج من جوهرسا، أرملة الملك السابق، التي تزوجت شقيقتها زنكاليسا من داراب. تموت جوهراسا، ويقتل مهراس كل عائلتها.
عندما علم داراب بمذبحة عائلة جوهراسا، استولى على الجزيرة وأسر مهراس. تصل تمروسيا إلى جزيرة داراب ويتزوجان. تصل أيضًا زوجة داراب الأخرى، زانكاليسا، وتقتل منافستها، لكن ابنًا حديث الولادة لتامورسيا ينجو. يُطلق داراب على ابنه اسم "داراب يوس". تُسمَّم زانكاليسا لاحقًا بلدغة ثعبان ويموت. وينطلق داراب وابنه للعودة إلى بلاد فارس.
أثناء مروره عبر عُمان، علم داراب أن والدته هماي هُزمت في المعركة ضد قيصر الروم، الذي ينحدر من بطل الشاهنامة الأسطوري سالم، ابن فريدون (بطل من الشاهنامة). وهكذا فإن قيصر الروم يرتبط أيضًا بداراب ارتباطًا بعيدًا. يستعد داراب لمساعدة هوماي، ولكن قبل أن يتمكن من الوصول إليها، يتم القبض على هوماي في الري (الاسم القديم لجزء من طهران الحديثة). ينقذها داراب، وتسلّم العرش إليه. في النهاية يُقبَض على قيصر الروم ويُحتَجز في إستانخر (مكان في ولاية فارس الحديثة). وتؤدي المعارك اللاحقة إلى هزيمة فيلقس، شقيق القيصر. فيقبض عليه داراب، ويطالب داراب ابنته ناهد (الفارسية القديمة أناهيتا [الإنجليزية]، والتي تعني أيضًا فينوس) كجزية.
ناهد وداراب متزوجان، لكن داراب يعيدها إليها بسبب رائحة فمها الكريهة. وفي الخفاء، كانت ناهد حملت من داراب. فتنجب إسكندر (الإسكندر الأكبر). ولكي تتجنب الفضيحة، تتركه على جبل حيث كان أرسطو يلجأ. يتم العثور على الإسكندر الأكبر من امرأة عجوز، التي تعتني به وتغذيه وتربيته تحت إشراف أرسطو. وفي الوقت نفسه، يموت داراب ويصبح ابنه، الذي يدعى أيضًا داراب، ملكًا على بلاد فارس.
يبدأ الإسكندر الأكبر في هذا الوقت غزوه لبلاد فارس، ويلتقي هو ودراب (الابن)، اللذان هما أخويه غير الأشقاء، أخيرًا في ساحة المعركة. يُقتل داراب أثناء هذه المعركة، وبينما هو يحتضر يأتي الإسكندر لرؤيته. كان أحد آخر طلبات داراب قبل وفاته هو أن يتزوج الإسكندر ابنته روشاناك (التي تدعى أيضًا بوران دوخت). ومع ذلك، فإن روشاناك (مقارنة بروكسانا في المصادر اليونانية للأميرة الإيرانية التي تزوجها الإسكندر) ليست سعيدة بهذا الزواج. روشاناك، كونها محاربة، تقوم بتشكيل جيش لخوض معركة ضد الإسكندر. وتدور المعارك في عدة أماكن من حلب إلى إصطخر في فارس. تمكن الإسكندر أخيرًا من القبض على روشاناك. ترفض الزواج منه مرة أخرى وتهرب من الإسكندر. وبعد ذلك، وبعد المزيد من القتال حول استخار، فاجأ الإسكندر روشاناك أثناء استحمامها. وأخيرًا، وافقت على الزواج من الإسكندر.
بعد زواجهما، نصب الإسكندر روشاناك ملكة على بلاد فارس وانطلق إلى بلدان أخرى. هدفه الأساسي الآن هو التحدث مع الحكماء والبحث عن ماء الحياة (أساس الشباب حيث من يشرب منه يعيش إلى الأبد). ينطلق أولًا إلى الهند حيث يلتقي بالملك الهندي كايدافار، مع الماء أو بمساعدة الماء. يقاوم هذا الملك الإسكندر بشدة لدرجة أنه يضطر إلى إرسال روشاناك للحصول على التعزيزات. يقود روشاناك جيشًا فارسيًا إلى الهند ويستولي على كايدافار. يواصل روشاناك مساعدة الإسكندر في المهام الأخرى، وخاصة ضد السحر والسحر. وذلك لأنها محمية إلهيًّا من المخاطر الطبيعية. في الهند، خاضت روشاناك وإسكندر العديد من المغامرات حيث ساعدتها المياه. بعد الحملة في الهند، أبحر الإسكندر إلى شبه الجزيرة العربية. يمر بمكة ويتوقف في مصر. في مصر، انفصلت روشاناك عن زوجها ولم يلتقيا مرة أخرى. يعود روشاناك إلى بلاد فارس ويتجه الإسكندر غربًا بحثًا عن ماء الحياة. تنتهي القصة بموت الإسكندر في القدس وموت روشاناك بعد فترة وجيزة في بلاد فارس.

## طالع أيضًا
- قائمة الشعراء والمؤلفين الفارسيين [الإنجليزية]
- الأدب الفارسي
- الإسكندر الأكبر